# Мошколей
Мошколе́й — бывшая деревня в Ардатовском районе Нижегородской области России. Ныне — юго-западная часть рабочего посёлка Ардатов, на левом берегу реки Леметь, в районе современной улицы Маряхина.

## Этимология
Существуют две версии происхождения названия деревни, согласно обеим, оно имеет мордовское происхождение. По мнению Льва Людвиговича Трубе, топоним происходит от слов мошко (пенька) и лей (река, ручей), то есть название можно перевести как «пеньковая река» — река, в которой отмачивали пеньку. По мнению Александра Александровича Гераклитова, слово Мошколей есть искажённое Мокшалей, то есть название можно перевести как «мокшанская река» или «река, на которой живут мокшане», что должно было указывать на этнический состав первых обитателей.

## История
Название деревни не встречается в поместных актах за 1618 и более ранние годы. Впервые оно упоминается в переписных книгах за 1721 год, из чего можно сделать вывод об образовании поселения между 1618 и 1721 годом. Жители селения были переселены в это место одним из помещиков из леса Пундюшка, находившегося в районе оврага Сирюндяй в районе современной деревни Обход. На протяжении всей истории, вплоть до отмены крепостного права в 1861 году деревня была дворцовой. Вплоть до 1876 года деревня была в приходе ардатовского Знаменского собора, а затем была передана в приход Ильинской церкви того же города. Постепенно деревня фактически слилась с находившейся через реку от неё деревней Тоторшево, что было особенно естественно, поскольку обе деревни относились к приходу одной и той же церкви. В последний раз название упоминается в документах, относящихся к периоду Великой Отечественной войны. В 1962 году Тоторшево, а вместе с ним и Мошколей, было официально присоединено к рабочему посёлку Арадатову, с которым на тот момент обе деревни фактически слились.

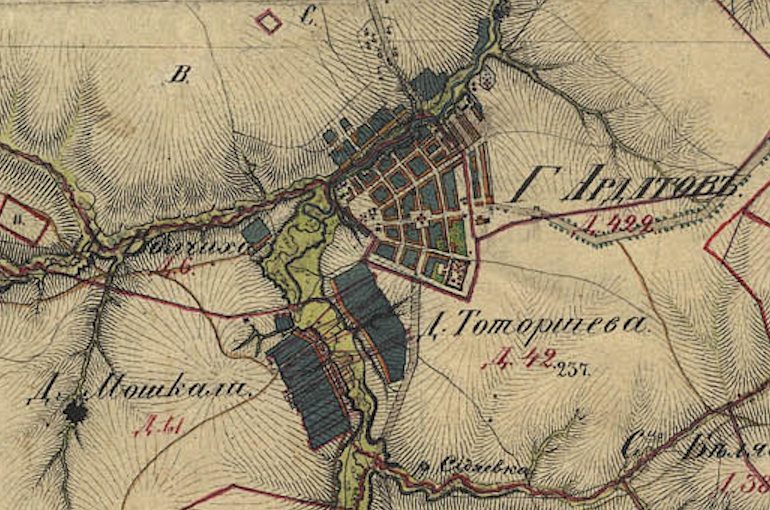
Ардатов, Мошколей и Тоторшево на карте Нижегородской губернии Менде (1850)

## Географическое положение
Находилось в югу от Ардатова, в непосредственной близости от него, на левом берегу реки Лемети, в районе современной улицы Маряхина. Здесь река имела удобный брод, и на её правом берегу, прямо напротив деревни Мошколей находилась деревня Тоторшево.

## Население
Согласно переписной книги 1721 года, в деревне проживали 18 бортников и 20 новокрещенов. В «Описании Ардатовского уезда» 1869 года сказано, что жители Мошколея специализировались на изготовлении кадушек и вёдер из осины. В опубликованных в 1901 году результатах переписи населения Российской империи 1897 года, где указывались селения с 500 и более жителями, Мошколей не упоминается, что даёт возможность предположить, что там обитало менее 500 человек.